# Турнеја Британских и Ирских Лавова по Аустралији и по Новом Зеланду 1959.
Турнеја Британских и Ирских Лавова по Аустралији и по Новом Зеланду 1959. (службени назив: 1959 British Lions tour to Australia and New Zealand) је била турнеја острвског рагби дрим тима по Аустралији и по Новом Зеланду 1959. Лавови су на овој турнеји одиграли 33 меча, забележили су 27 победе и 9 пораза. Лавови су победили у серији против репрезентације Аустралије, али су поражени у серији од репрезентације Новог Зеланда. Две утакмице Лавови су одиграли и у Канади. На овој турнеји, Лавови су постигли рекордних 842 поена.

## Тим
Стручни штаб
- Менаџер Вилсон
- Асистент менаџера, О. Б. Глазгов

Играчи
'Бекови'
- Н. Брофи, Ирска
- Џеф Батерфилд, Енглеска
- Стен Кофтри, Шкотска
- Тери Дејвис, Велс
- М. Ф. Инглиш, Ирска
- Дејвид Хјуит, Ирска
- Хорокс Тејлор, Енглеска
- Питер Џексон, Енглеска
- Дики Џипс, Енглеска
- Тони Орили, Ирска
- Енди Малиген, Ирска
- Вилијам Патерсон, Енглеска
- Малколм Прајс, Велс
- Кен Скотланд, Шкотска
- Малколм Томас, Велс
- Гордон Ведел, Шкотска
- Џ. Јанг, Енглеска

'Скрам'
- А. Ешкрофт, Енглеска
- Рони Досон, Ирска
- Роди Еванс, Велс
- Џон Фал, Велс
- Ф. Меклеод, Шкотска
- Дејвид Маркес, Енглеска
- Брајан Мередит, Велс
- Сид Милар, Ирска
- Хејдн Морган, Велс
- В. Мулцахи, Ирска
- Ноел Марфи, Ирска
- Реј Просер, Велс
- Џ. Смит, Шкотска
- Рис Вилијамс, Велс
- Гордон Вуд, Ирска

## Утакмице

### Статистика
| Одиграно утакмица | Победа Лавова | Нерешено | Пораз Лавова |
| ----------------- | ------------- | -------- | ------------ |
| 33                | 27            | 0        | 6            |

### Мечеви
| Утак. | Тим                                | Резултат | Тим    |
| ----- | ---------------------------------- | -------- | ------ |
| 1.    | Викторија                          | 18:53    | Лавови |
| 2.    | Нови Јужни Велс                    | 14:18    | Лавови |
| 3.    | Квинсленд                          | 11:39    | Лавови |
| 4.    | Валабиси                           | 6:17     | Лавови |
| 5.    | Нови јужни Велс каунтри дистриктс  | 14:27    | Лавови |
| 6.    | Валабиси                           | 3:24     | Лавови |
| 7.    | Хокс беј                           | 12:52    | Лавови |
| 8.    | Ист коуст                          | 14:23    | Лавови |
| 9.    | Окланд                             | 10:15    | Лавови |
| 10.   | НЗ Универзитети                    | 13:25    | Лавови |
| 11.   | Отаго                              | 26:8     | Лавови |
| 12.   | Отаго и Кантербери                 | 11:21    | Лавови |
| 13.   | Саутленд                           | 6:11     | Лавови |
| 14.   | Ол блекси                          | 18:17    | Лавови |
| 15.   | Вест коуст                         | 3:58     | Лавови |
| 16.   | Кантербери                         | 20:14    | Лавови |
| 17.   | Голден беј                         | 5:64     | Лавови |
| 18.   | Велигнтон                          | 6:21     | Лавови |
| 19.   | Вангануи                           | 6:9      | Лавови |
| 20.   | Таранаки                           | 3:15     | Лавови |
| 21.   | Манавату                           | 6:26     | Лавови |
| 22.   | Ол блекси                          | 11:8     | Лавови |
| 23.   | Кинг каутри                        | 5:25     | Лавови |
| 24.   | Ваикато                            | 14:0     | Лавови |
| 25.   | Ваирарапа                          | 11:37    | Лавови |
| 26.   | Ол блекси                          | 22:8     | Лавови |
| 27.   | Млада репрезентација Новог Зеланда | 9:29     | Лавови |
| 28.   | Маори НЗ                           | 6:12     | Лавови |
| 29.   | Беј оф пленти                      | 24:26    | Лавови |
| 30.   | Норт Окланд                        | 13:35    | Лавови |
| 31.   | Ол блекси                          | 6:9      | Лавови |
| 32.   | Британска Колумбија                | 11:16    | Лавови |
| 33.   | Источна Канада                     | 6:70     | Лавови |

| Победник турнеје по Аустралији 1959. |
| ------------------------------------ |
| Британски и ирски лавови (2-0)       |

| Победник турнеје по Новом Зеланду 1959. |
| --------------------------------------- |
| Ол блекси (3-1)                         |

## Статистика
Највећа посета
Нови Зеланд - Британски и ирски лавови, четврти тест меч, 60 000 гледалаца
Највише поена против Аустралије|Новог Зеланда
Дејвид Хјуит 16 поена

## Видео снимци
Детаљ са четвртог тест меча
All Blacks vs British Lions 4th Rugby Test excerpts Eden Park Auckland Aug 1959 (Lions won 9-6) - YouTube
Есеј О'Рилиа против Ол блекса
Classic Try: O'Reilly scores against New Zealand in 1959 | British & Irish Lions - YouTube